# A Miragem
A Miragem é uma canção do cantor e compositor brasileiro Jay Vaquer, lançada no álbum Nem Tão São, de 2000, sendo sua primeira música de trabalho.

## Videoclipe
Seu videoclipe, que teve a direção do cineasta Daniel Rocha, estreou na MTV Brasil no fim do ano 2000, e em tempo recorde migrou para os programas mais famosos da emissora, chegando a figurar na primeira posição do programa Top 20 em 2001, e concorrendo ao VMB 2001 (Escolha da Audiência)
Créditos do Videoclipe
- Daniel Rocha - Roteiro, Produção e Direção[carece de fontes?]
- Othon Ribeiro: Fotografia e Câmera[carece de fontes?]
- Daniela Arantes: Produção Executiva[carece de fontes?]

## Prêmios e Indicações
| Ano  | Prêmio                      | Categoria            | Resultado | Ref.  |
| ---- | --------------------------- | -------------------- | --------- | ----- |
| 2001 | MTV Video Music Brasil 2001 | Escolha da Audiência | Indicado  | [ 5 ] |